# It Is So.
It Is So. je prvi studijski album finske hard rok grupe Stala & So. Objavljen je 16. februara, 2011. godine. Prvi singl sa albuma, po imenu „Everything For Money“, objavljen je 12. novembra 2010. godine. Na toj pesmi gostovao je Amen, gitarista grupe Lordi.

## Spisak pesama
1. „The Show By So.“ - 0:34
2. „Got To Believe“ - 3:44
3. „One Nite Stand“ - 3:15
4. „She“ - 3:43
5. „(Won't Let You) Down Again“ - 4:34
6. „Pamela“ - 3:07
7. „Bye Bye“ - 4:42
8. „Shout“ - 4:03
9. „My Happy Day“ - 3:42
10. „Woman“ - 3:48
11. „Spring Romance“ - 5:06
12. „Everything For Money“ - 2:37
13. „El Major“ - 0:32

## Članovi benda
- Sampsa Astala - Vokal
- Sami J. - Gitara
- Pate Vaughn - Gitara
- Nick Gore - Bas gitara
- Hank - Bubnjevi